# Innere Montage
Innere Montage ist ein filmisches Gestaltungsmittel, bei der Objekte oder Personen zeitlich und räumlich in einer einzigen Einstellung und ohne Nutzung des Schnitts miteinander in Verbindung gesetzt werden.
Personen oder Objekte werden dabei in die Tiefe des Bildraums gestaffelt und somit entweder im Bildvordergrund oder Bildhintergrund gruppiert. Durch Veränderung des Schärfenbereichs können somit die Geschehnisse oder Konstellationen der verschiedenen Bildraumtiefen miteinander korrespondieren. Orson Welles Film Citizen Kane gilt durch Einsatz einer tiefenscharfen Photographie als Musterbeispiel für den Einsatz der inneren Montage.